# Saffloz
Saffloz är en kommun i departementet Jura i regionen Bourgogne-Franche-Comté i östra Frankrike. Kommunen ligger i kantonen Clairvaux-les-Lacs som tillhör arrondissementet Lons-le-Saunier. År 2022 hade Saffloz 87 invånare.

## Befolkningsutveckling
Antalet invånare i kommunen Saffloz
Referens:INSEE